# Metamorphosis Remixes
Metamorphosis Remixes — мініальбом американської поп-співачки та акторки Гіларі Дафф. У Сполучених Штатах вийшов 18 листопада 2003. Включає в себе 4 ремікси пісень із студійного альбому Гіларі Дафф — Metamorphosis. Цей альбом продавався обмеженим тиражем і тільки в магазинах Kmart.

## Список пісень
| #  | Назва                   | Автор                                 | Тривалість |
| -- | ----------------------- | ------------------------------------- | ---------- |
| 1. | «So Yesterday» (ремікс) | The Matrix, Charlie Midnight          | 03:41      |
| 2. | «Party Up» (ремікс)     | Meredith Brooks, T. Rhodes, A. George | 03:43      |
| 3. | «Why Not» (ремікс)      | Midnight, Matthew Gerrard             | 02:53      |
| 4. | «Sweet Sixteen»         | Гейлі Дафф, Toran Caudell             | 03:07      |